# Mariana Mazzucato
Mariana Mazzucato (Roma, 16 de junio de 1968) es una economista, con doble nacionalidad estadounidense e italiana. Es profesora  en la Economía de Innovación y Valor Público y directora del Instituto para Innovación y Propósito Público en University College London (UCL) y el RM Phillips Chair en Economía de Innovación en la Universidad de Sussex. En 2013, The New Republic la consideró una de "los tres pensadores más importantes sobre innovación". Es doctora honoris causa por la Universidad Abierta de Cataluña (2022).
Mazzucato ha publicado, entre otros, los libros El Estado emprendedor. Mitos del sector público frente al privado (The Entrepreneurial State: debunking public vs. private sector myths, 2013), publicado en español en 2014 y The Value of Everything: making and taking in the global economy. En 2016, Mazzucato coeditó el libro, Rethinking Capitalism: Economics and Policy for Sustainable and Inclusive Growth con Michael Jacobs.

## Biografía
Los padres italianos de Mazzucato, Ernesto y Alessandra, se mudaron a Princeton, New Jersey, en 1972, con sus tres hijos, Valentina, Mariana y Jacopo, después de que Ernesto aceptó un puesto como físico en la Universidad de Princeton en el laboratorio de física del plasma. Mariana Mazzucato pasó la mayor parte de su vida en los Estados Unidos antes de regresar a Europa en el año 2000.
Mazzucato se graduó en el Instituto de Princeton en 1986, obtuvo la licenciatura en historia y relaciones internacionales de Tufts University en 1990, Máster en economía de la New School for Social Research en 1994, y un doctorado en economía, también en la New School en 1999.
Mazzucato está casada con Carlo Cresto-Dina, productor de cine italiano, y tienen cuatro hijos.

## Trayectoria
Mazzucato se convirtió en profesora ayudante de economía en la Universidad de Denver en 1997. Entre 1998 y 1999 fue becaria del posdoctorado Marie Curie Research en el London Business School donde  trabajó y publicó con Paul Geroski (exdecano del London Business School). En 2000  se une al Departamento de Economía de la Open University como profesora, convirtiéndose profesora titular en 2004, donde  fundó y dirigió un centro de investigación, innovación, conocimiento y desarrollo. De 2007 a 2009 fue profesora visitante en la Universidad Bocconi.
Mazzucato fue catedrática de RM Phillips en la Economía de Innovación en SPRU, la Universidad de Sussex, una cátedra anteriormente ocupada por los principales pensadores en innovación Christopher Freeman, Keith Pavitt y Nick Von Tunzelmann. En 2013  publicó El Estado Emprendedor: mitos del sector público frente al privado. En 2014 fue galardonada con el premio New Statesman SPERI Prize in Political Economy por su trabajo sobre el estado emprendedor y la innovación en el sector público. En 2013 The New Republic la llamó una de "los tres pensadores más importantes sobre innovación".
Es miembro del Scottish Government's Council Economics Advisors; miembro del consejo del Foro Económico Mundial en la Economía de Innovación y, hasta 2015, fue miembro  del grupo experto de la Comisión Europea sobre Innovación para el Crecimiento (RISE). De 2009 a 2012, Mazzucato fue coordinadora de un proyecto trienal del European Commission Framework Programmes sobre finanzas, innovación y crecimiento, [FINNOV] y Directora Económica del ESRC Centre for Social and Economic Research on Innovation in Genomics (Innogen).
El 27 de septiembre de 2015, se anunció que había sido designada al British Labour Party's Economic Advisory Committee (Comité asesor de economía del Partido Laborista británico), convocada por el Shadow Chancellor (canciller de la oposición parlamentaria) John McDonnell y comunicado a líder del Partido Laborista del Reino Unido Jeremy Corbyn.
Mazzucato fue la primera mujer en dar la Conferencia Raúl Prebisch organizada por la Comisión Económica para América Latina y el Caribe de las Naciones Unidas en Santiago, Chile, en abril de 2016.

## Investigación
La investigación de Mazzucato se centra en la relación entre mercados financieros, innovación y crecimiento económico, en la empresa, industria y nivel nacional.
Trabaja dentro del marco schumpeteriano de la economía evolutiva, estudiando el origen y evolución de las diferencias persistentes entre las empresas y cómo estas diferencias varían entre los sectores y durante el ciclo de vida de la industria. Sus estudios empíricos se han centrado en el automóvil, PC, biotecnología e industrias farmacéuticas. En su trabajo más reciente ha analizado la coevolución de los cambio tecnológicos y las burbujas en los mercados de valores. En él, ella  reclama que la volatilidad del precio de las acciones tiende a ser más alto a nivel de empresa e industria cuando la innovación tecnológica es más "radical".

### Innovación financiada con fondos públicos

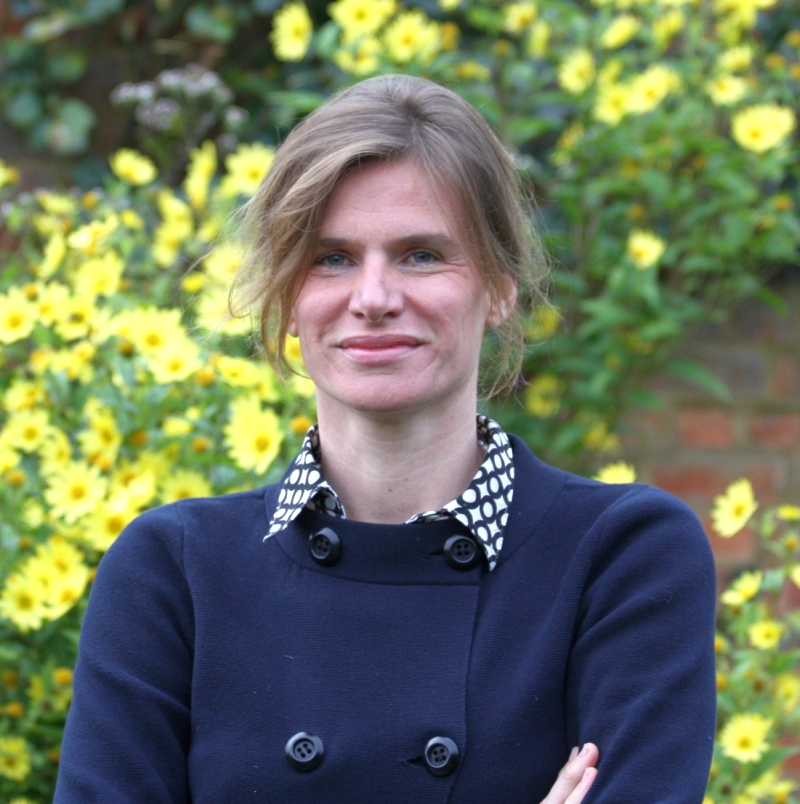
Mariana Mazzucato.

En 2013 Mazzucato publicó El Estado emprendedor: mitos del sector público frente al privado. Las ideas del libro se expusieron por primera vez en un folleto más corto para el think tank Demos, llamado El Estado Emprendedor.  El libro del 2013 argumenta que la idea del Estado como una organización burocrática estática que sólo necesita "arreglar" los fallos del mercado, dejando el emprendimiento dinámico e innovación al sector privado, es un error. Ella describe una serie de estudios de casos en diferentes sectores, incluyendo biotecnología, farmacéuticas y tecnología limpia, para mostrar que el estado está haciendo las inversiones de alto riesgo antes de que el sector privado se involucre. En un capítulo que examina el iPhone, describe doce tecnologías que lo hacen ‘inteligente' -internet, GPS, su pantalla táctil y el Siri activado por voz- que fueron financiadas por el Estado.
Dos capítulos en el libro están dedicados a la emergente revolución de la ‘tecnología verde'. Ella detalla los fondos públicos que, según ella, están sentando las bases para esta revolución de una forma similar a como el estado invirtió en áreas de alto riesgo de la biotecnología y la nanotecnología. El libro concluye con la afirmación de la autora que en todos estos ejemplos, los riesgos eran socializados mientras que las recompensas estuvieron privatizadas, y considera diferentes maneras para cambiar esta dinámica de producir más ‘crecimiento inclusivo' .
En 2015 una edición de EE. UU. publicada por PublicAffairs incluyó una nueva introducción. En 2015 su artículo en Asuntos Exteriores proporciona un resumen del libro y describe sus implicaciones para que el sector público comparta no sólo los riesgos, sino también las recompensas.

### Creación de valor y extracción de valor
También se ha centrado en la desigualdad en su trabajo con William Lazonick (Profesor y Director del Centro para la Competitividad Industrial de la Universidad Massachusetts). Su artículo conjunto, "El nexo de la recompensa del riesgo: ¿Quién se arriesga? ¿Quién consigue las recompensas?" para un número especial de Cambio Corporativo e Industrial, editado por Mazzucato, describe la tensión entre cómo se crea el valor y cómo se extrae el valor en el capitalismo moderno. Los autores argumentan que  hay un desequilibrio entre la distribución 'colectiva' de la asunción de riesgos en el proceso de innovación, y la distribución cada vez más estrecha de las recompensas. El artículo fue publicado por primera vez en 2012 para el think tank Policy Network.
De modo parecido, en otro artículo para el think tank Policy Network llamado "¿Requilibrar qué?", Mazzucato argumenta que el problema no es sólo de corto plazo;  es también sobre la manera en que las actividades financieras se centran en la extracción de valor y son recompensadas por encima de las actividades que se centran en la creación de valor: a menudo conduce a la destrucción de ese valor.

### Otras obras
Desde 2014, Mazzucato ha desarrollado su crítica de “teoría de fracaso del mercado” y su concepto del papel del Estado en la economía como uno de “crear y dar forma a nuevos mercados” más que simplemente arreglarlos. Su trabajo con Carlota Pérez ha considerado cómo esa visión permite una nueva comprensión de lo ‘verde' como una reorientación de toda la economía. Su trabajo con Caetano Penna se ha centrado en la forma en que un marco de conformación del mercado orientado a la misión puede proporcionar una nueva comprensión de la función de bancos de inversión estatal.

### Recepción de su obra
Los críticos han argumentado que Mazzucato ofrece una definición confusa de "bienes públicos," el cual es un "punto crucial," ya que la naturaleza  "no rivales y los no excluyentes [de los bienes públicos] les hace difícil sacar provecho de la prestación de servicio," y por lo tanto el sector privado no puede, por definición, estar interesado en ellos.
Otros reclaman que  es "demasiado dura con las empresas" pero reconocen que "tiene razón al argumentar que el Estado ha jugado un papel central en la producción de avances  revolucionarios y que no puede subestimarse su contribución al éxito de las empresas que basan su negocio en la tecnología."
Martin Wolf escribió que The Entrepreneurial State ofrece "una tesis polémica," pero "básicamente correcta" y advierte que la "falta de reconocimiento del papel del gobierno en el impulso de la innovación bien puede ser la mayor amenaza para aumentar la prosperidad". Otro crítico afirmó que "una cosa es legitimar el Estado como impulsor de la innovación y dar crédito a quien se lo merece —algo que el libro [de Mazzucato] hace magistralmente"—, pero "otra cosa es diseñar una política de innovación eficaz que aborde el riesgo de una manera políticamente aceptable".

## Publicaciones de Mazzucato

### Libros traducidos al español
- El Estado emprendedor. Mitos del sector público frente al privado (RBA Libros, 2019; Ed. Taurus, 2022).[17]
- El valor de las cosas. Quién produce y quién gana en la economía global (Ed. Taurus, 2019).
- No desaprovechemos esta crisis. Lecciones de la COVID-19. (Galaxia Gutenberg, 2021). [18]
- Misión economía: Una guía para cambiar el capitalismo. (Ed. Taurus, 2021). [19]
- El gran engaño (Ed. Taurus, 2024).

### Libros de Mazzucato (en original inglés)
- 2018 - Mazzucato, M.,The Value of Everything: Making and Taking in the Global Economy, Public Affairs ISBN 978-0-241-34779-9
- 2016 - Jacobs, M.; Mazzucato, M., Rethinking Capitalism: Economics and Policy for Sustainable and Inclusive Growth, Wiley-Blackwell ISBN 978-1-119-12095-7
- 2015 - Mazzucato, M., The Entrepreneurial State (US Edition), Public Affairs ISBN 9781610396134.
- 2015 - Mazzucato, M.; Perez, C., Innovation as Growth Policy, in "The Triple Challenge:  Europe in a New Age", J. Fagerberg, S. Laestadius, and B. Martin (eds.), Oxford University Press: Oxford ISBN 9780198747413
- 2013 - Mazzucato, M., The Entrepreneurial State: debunking public vs. private sector myths, Anthem Press: London, UK, ISBN 9780857282521
- 2011- Mazzucato, M., The Entrepreneurial State, Demos, London, UK. ISBN 978-1-906693-73-2, 149 pages.
- 2010 - Mazzucato, M., Lowe, J., Shipman, A., Trigg, A., Personal Investment: Financial Planning in an Uncertain World, Palgrave Macmillan, Basingstoke UK, ISBN 978-0-230-24660-7, 448 pages.
- 2006 - Mazzucato, M., Dosi, G. (Eds.), Knowledge Accumulation and Industry Evolution: Pharma-Biotech, Cambridge University Press, Cambridge UK, ISBN 0-521-85822-4, 446 pages.
- 2002 - Mazzucato, M., Strategy for Business, A Reader, Sage Publications, London, 2002, ISBN 0-7619-7413-X, 378 pages.
- 2000 - Mazzucato, M., Firm Size, Innovation and Market Structure: The Evolution of Market Concentration and Instability, Edward Elgar, Northampton, MA, ISBN 1-84064-346-3, 138 pages.

### Artículos en revistas y prensa en español
- Artículos de Mariana Mazzucato en la revista Sin permiso. Selección:
  - 2018 - ¿Quién crea realmente valor en una economía?, M. Mazzucato, Sin Permiso, 23/09/2018
  - 2013 - El mito puramente ideológico de los emprendedores privados tecnológicamente innovadores, Mariana Mazzucato, Sin Permiso, 26/08/2013
  - 2020 - Socializamos las quiebras. También deberíamos socializar los éxitos, Mariana Mazzucato, Sin Permiso, 4/7/2020
- Artículos de Mariana Mazzucato en El País

## Premios y reconocimientos
- En 2016  esté recibió el premio Hans  Matthöfer por Friedrich-Ebert-Stiftung en Berlín.[20]
- Recibió un premio doctor honoris causa por la Universidad Nacional de San Martín[21] y un doctor honoris causa por la Universidad Simon Fraser en 2016. También fue reconocida como Doctora Honoris Causa por la Universidad de Hasselt en 2017.
- En 2018, su investigación se centró en cómo los gobiernos fomentan la innovación le valió el Premio Leontief por avanzar en las fronteras del pensamiento económico.[22]
- En 2019, recibió el Premio Madame de Staël de Valores Culturales de todas las Academias Europeas, en honor a sus contribuciones para analizar el papel de los gobiernos en el fomento de la innovación.[23]
- En 2022 fue nombrada doctora honoris causa por la UOC.[24]